# Cynopterus brachyotis
Cynopterus brachyotis is een kleine vliegende hond uit het geslacht Cynopterus die voorkomt van India en Sri Lanka tot Celebes en de Sangihe- en Talaud-eilanden, Sanana en Mangole. Mogelijk komt de soort ook voor op Palawan en andere eilanden in de zuidwestelijke Filipijnen. De wetenschappelijke naam van de soort werd voor het eerst geldig gepubliceerd door Müller in 1838.

## Nadere beschrijving
De taxonomie van deze soort is erg onduidelijk; de soorten Cynopterus luzoniensis en Cynopterus minutus worden vaak tot C. brachyotis gerekend en de grenzen met de kortneusvleerhond (C. sphinx) en C. titthaecheileus zijn vaak onduidelijk. Volgens genetisch onderzoek bestaan er op Borneo twee soorten binnen C. brachyotis (de "Sunda Form" en de "Forest Form"), waarvan er één aan C. luzoniensis verwant is. Allerlei eilandpopulaties worden als aparte ondersoorten erkend.
C. brachyotis is te herkennen aan zijn ronde, witte oren en zijn korte staart en gezicht. Vrouwtjes zijn een stuk groter dan mannetjes. Bij dieren uit Sanana bedraagt de kop-romplengte 82,5 tot 99,5 mm, de staartlengte 8,9 tot 12,5 mm, de voorarmlengte 60,4 tot 68,3 mm, de tibialengte 24,7 tot 27,6 mm, de oorlengte 13,6 tot 15,8 mm en het gewicht 30 tot 48 g.
In het algemeen bedraagt de kop-romplengte 7-8 cm, de staartlengte 0,8-1,0 cm en de voorarmlengte 6-7 cm.